# Graziano Milia
Graziano Ernesto Milia (Nuoro, 10 agosto 1959) è un politico italiano, sindaco di Quartu Sant'Elena dal 1993 al 2001 e di nuovo dal 2020.

## Biografia
Studioso di storia medioevale, giornalista, consulente storico e culturale, è esponente dei DS-PD ed è stato Sindaco di Quartu Sant'Elena, dal giugno 1993 al marzo 2001, e Presidente della Provincia di Cagliari, dal maggio 2005 al dicembre 2011, in entrambi i casi per due mandati elettorali. Ha ricoperto l'incarico di Presidente del Consiglio delle Autonomie Locali della Sardegna.
Alle elezioni dell'8-9 maggio 2005 è stato eletto Presidente della Provincia raccogliendo il 51,8% dei voti, sostenuto da una coalizione di centrosinistra. Alle elezioni del 2010 va al ballottaggio con il 33,8% di voti, e il 14 giugno viene confermato Presidente al secondo turno con il 52,4% di voti. Il 29 dicembre 2011, preso atto della condanna definitiva, in Cassazione per abuso d'ufficio dal Consiglio Provinciale viene dichiarato decaduto dalla carica e sostituito ad interim dalla vicepresidente Angela Quaquero. Il 4 gennaio 2012 la Giunta Regionale dispone lo scioglimento del Consiglio Provinciale, mentre il mandato amministrativo sarebbe dovuto durare fino al 2015.
Durante il primo mandato è stato sostenuto da una coalizione formata da PD, PRC, PSd'Az, SDI, UDEUR, PdCI e IdV, mentre al secondo mandato ha avuto il sostegno di PD, FdS, SEL, Verdi,  Rossomori, UPC-Unione Popolare Cristiana e Alleanza per Cagliari-Noi con Milia. L'Italia dei Valori si era opposta in precedenza alla candidatura per il secondo mandato di Milia per il centrosinistra, giudicandola «del tutto imprudente», proprio a causa del processo in corso, poi arrivato a conclusione durante la legislatura e provocandone la fine anticipata.
Già componente del Comitato delle regioni. Oltre a numerose pubblicazioni inerenti alla storia medioevale del Mediterraneo, sui temi politici ha pubblicato "Dialogo sulla Nazione Sarda", nel 2001 con la prefazione di Francesco Cossiga, e "L'Europa e la Sardegna, dal secolo breve al terzo millennio", con la prefazione di Piero Fassino. Successivamente ha pubblicato con la casa editrice Arkadia "Pensare il futuro" nel 2010 e "La paura come risorsa" nel 2011.
A capo di un'ampia coalizione civica, composta da sei liste, è candidato sindaco alle elezioni per il rinnovo del Consiglio Comunale di Quartu Sant'Elena del 25-26 ottobre 2020. Al ballottaggio dell'8-9 novembre, Milia risulta eletto, tornando alla guida della città dopo 19 anni.
Nel dicembre del 2023 lancia il suo nuovo movimento "Rinascita Sardegna" in vista delle elezioni regionali di inizio 2024.

## Vicende giudiziarie
Milia, è stato condannato per abuso d'ufficio nell'ambito di un'inchiesta riguardante la costruzione di un complesso turistico-sportivo a Quartu Sant'Elena. Assolto in primo grado il 15 luglio 2008, nel marzo 2010 è stato condannato dalla Corte d'Appello a un anno e quattro mesi. I fatti risalivano al luglio 1999 quando lui era sindaco di Quartu. Nel aprile del 2019 si avvale della riabilitazione penale in merito a tale vicenda.
A dicembre 2022, Milia è stato condannato dalla Corte dei conti al risarcimento di 122 mila euro nei confronti della Provincia di Cagliari. Gli episodi contestati risalgono agli anni dal 2009 al 2011, periodo in cui Milia era Presidente della Provincia di Cagliari e membro esecutivo del Comitato europeo delle regioni. Dalle indagini è emerso che Milia in molti casi ha rendicontato spese per trasferte e missioni ad entrambi gli enti, ottenendo così un duplice rimborso per la stessa trasferta. Tra gli episodi contestati, una corsa in taxi dal Trentino al Piemonte, «malgrado non vi fossero eventi istituzionali», costata alle casse pubbliche 600 euro. A seguito di questa sentenza di primo grado, i legali di Milia hanno impugnato la decisione, poiché - a loro dire - i fatti contestati si riferirebbero ad operazioni costantemente verificate e approvate dagli uffici competenti.